# Мюллер, Иоганн Вильгельм фон
Иоганн Вильгельм фон Мюллер (нем. Johann Wilhelm von Müller; 4 марта 1824 — 24 октября 1866) — немецкий орнитолог.

## Биография
Мюллер учился в университетах Бонна, Гейдельберга и Йены. В 1845 году посетил Марокко и Алжир, в 1847 году начал большое африканское путешествие, в котором его секретарём и ассистентом был молодой Альфред Брем, позже прославившийся своим трудом «Жизнь животных». В 1849 году они расстались в египетской Александрии. Мюллер вернулся в Германию. Он привез из своих путешествий девочку Фатме и мальчиков Араки и Абдаллаха, которые, как говорили, были подарками от египетского вице-короля. Он планировал снова отправиться в Африку и воссоединиться с коллегой, но финансовые затруднения помешали этому замыслу.
С осени 1849 года выпускал орнитологический журнал Naumannia. Его редактором был Бальдамус. В том же 1849 году он был избран членом Леопольдины. В 1850-х годах он стал генеральным консулом Австро-Венгрии в Хартуме, Судане и всей Центральной Африке. Это принесло ему звание барона. Дальнейшие путешествия привели его в 1856 году в Северную Америку (в частности, Мексику), где его секретарём был астроном Август Зоннтаг, а в 1864/65 годах — в Испанию. Во время своих путешествий он написал несколько работ, в том числе трёхтомный путевой очерк о своей поездке в Америку. Мюллер работал и над иллюстрированной книгой Beiträge zur Ornithologie Afrikas («Труды по орнитологии Африки», вышло пять частей).
В честь Мюллера названа на латыни Синеголовая щурка (Merops muelleri). Также его имя носит гора на Шпицбергене.